# Canta Gallo
Canta Gallo è un comune (corregimiento) della Repubblica di Panama situato nel distretto di Alanje, provincia di Chiriquí. Si estende su una superficie di 36,9 km² e conta una popolazione di 577 abitanti (censimento 2010).